# 아미르 나스르아자디니
아미르 나스르아자디니(امیر نصرآزادانی)는 이란의 축구 선수이다.
그는 2022년 마흐사 아미니 시위에 참가했다. 2022년 11월 경찰과 군인이 사망한 사건에 연루되어 체포되었다고 알려졌으며 모하레베(신에 대한 적대 행위) 혐의가 적용됐다. 미국 정부가 소유한 팩트체크 기관 polygraph.info는 그의 살인 혐의에 대해 부정적인 의견을 냈다.
2022년 12월 나스르아자다니는 사형 선고를 받았다. 국제 축구 선수 협회(FIFRO)는 선고를 즉각 취하하라는 입장을 발표했다.

## 선수 활동
나스르아자디니는 2015년 테헤란주 지역 리그 소속팀인 라 아한 테헤란 FC에 입단했다. 이후 트락토르 SC에 입단해 이란 최상위 리그인 페르시안 걸프 프로리그에서 활동했다. 2017년 11월 마지막 출장 이후 활동이 없다.